# P-430
La carretera P-430 es una carretera provincial que comunica la localidad palentina de Frómista con la localidad de Villajimena, perteneciente al municipio de Villalobón. Es una ruta alternativa a la P-405 para comunicar el Camino de Santiago y Palencia.

## Recorrido
La P-430 comienza en un cruce con la P-431 muy cerca de la entrada a Frómista, y toma una dirección sur durante gran parte del recorrido. En el kilómetro 7 pasa por Támara de Campos, cruzando con la carretera PP-4302 que comunica Piña de Campos y Santoyo. Tras abandonar Támara, la carretera toma una pendiente curva, hasta llegar a una zona de páramo. En el kilómetro 10 intersecciona con la PP-4304, que comunica Amusco con Astudillo. Poco antes de llegar a Valdespina, en el kilómetro 14, se intersecciona con la P-420 que va a Amusco y Villoldo, se abandona la zona de Páramo con una bajada curva que circunvala la localidad de Valdespina. Al final de este descenso, la carretera toma dirección este y entra en una zona de vaguadas hasta acabar su recorrido en un cruce con la P-405, pudiendo ir a Astudillo o Palencia.
- Datos: Q111721708